# Agulla blanca
L'agulla blanca (Tetrapturus albidus) és una espècie de peix pertanyent a la família dels istiofòrids.

## Descripció
- És molt semblant a l'agulla de paladar (Tetrapterus belone), però amb les aletes més grans i amb una sola espina a la vora de les escates.
- Pot assolir 3 m de llargària total (tot i que la longitud més comuna és de 210 cm) i 82,5 kg de pes.
- Cos moderadament prim i densament cobert d'escates.
- Agulla llarga i rodona.
- Aletes pectorals llargues.
- Té el dors de color blau verdós o blau grisenc, amb línies verticals més o menys clares als costats. La part inferior és de color blanc platejat. La primera aleta dorsal és de color blau fosc amb taques negres, mentre que la segona és blau fosc. Les pectorals són marró negrós, amb reflexos de color blanc platejat en alguns exemplars. Les pèlviques són blau negrós i la caudal marró negrós.
- Les femelles creixen més que els mascles.[2][3][4][5][6][7]

## Reproducció
Té lloc només una vegada a l'any, a principi de l'estiu.

## Alimentació
Menja durant el dia peixos pelàgics (incloent-hi verats, arengs, peixos voladors i bonítols), crustacis i cefalòpodes.

## Depredadors
És depredat per taurons (incloent-hi el tauró blanc -Carcharodon carcharias-, el tauró cigar -Isistius brasiliensis- i el solraig -Isurus oxyrinchus-).

## Paràsits
És parasitat per Tristomella laevis i el copèpode Pennella filosa.

## Hàbitat
És un peix marí, pelàgic, de clima subtropical, oceanòdrom, que viu fins a 150 m de fondària (normalment, fins a 100) i amb temperatures superficials de l'aigua de més de 22 °C.

## Distribució geogràfica
Es troba a l'oceà Atlàntic (entre 45°N i 45°S a la part occidental i 35°S a l'oriental) i la mar Mediterrània. La seua distribució varia estacionalment i és possible de trobar-lo a latituds més altes, tant a l'hemisferi nord com al sud, durant llurs estacions càlides respectives.

## Costums
És una espècie migratòria.

## Ús comercial
La carn és de qualitat excel·lent i es comercialitza fresc i congelat (s'exporta així, sobretot, al Japó).

## Observacions
- És molt valorat com a trofeu dins del món de la pesca esportiva.[8][9][18]
- És inofensiu per als humans, encara que s'ha de manejar amb compte per la seua capacitat d'infligir ferides greus amb la seua agulla.[8]